# Characidium steindachneri
Characidium steindachneri är en fiskart som beskrevs av Cope, 1878. Characidium steindachneri ingår i släktet Characidium och familjen Crenuchidae. Inga underarter finns listade i Catalogue of Life.